# LaShawn Merritt
LaShawn Merritt (Portsmouth, Virginia, 27. lipnja 1986.) američki je sprinter specijaliziran za utrke na 400 metara.
Osvajač je 3 zlatne i jedne srebrne medalje sa svjetskih prvenstava te 3 zlata s Olimpijskih igara.